# Eberhard Schuster
Eberhard Schuster (* 31. Dezember 1940 in Dessau) ist ein ehemaliger deutscher Fußballspieler. Mit dem SC (Motor) / FC Karl-Marx-Stadt absolvierte er 261 Punktspiele in der DDR-Oberliga und wurde 1967 Fußballmeister. In der DDR-Nachwuchsauswahl bestritt er drei Länderspiele.

## Sportliche Laufbahn

### Gemeinschafts- und Clubstationen
Schuster kam 1954 von Hoyerswerda, wo er in der Schülermannschaft der BSG Einheit gespielt hatte, in den Nachwuchs der Betriebssportgemeinschaft Chemie Karl-Marx-Stadt. Dort durchlief er bis Ende der 1950er-Jahre die Nachwuchsmannschaften des 1956 aus der Taufe gehobenen Sportclubs Motor Karl-Marx-Stadt. Er absolvierte dabei eine Schlosserlehre. Als Mitglied der 1. Männermannschaft sorgte er in der Saison 1961/62 für den Wiederaufstieg in die Oberliga, nachdem die Karl-Marx-Städter zuvor mehrere Jahre in der Zweit- und Drittklassigkeit verbracht hatten. Mit der Spielzeit 1962/63 begann seine Zeit als Oberligaspieler, in der der nur 1,67 Meter große Eberhard Schuster hauptsächlich als Rechtsaußen-Stürmer eingesetzt wurde.
1967 wurde seine Laufbahn mit dem Gewinn der DDR-Meisterschaft gekrönt. In der erfolgreichen Mannschaft des seit 1966 als FC Karl-Marx-Stadt auftretenden Fußballclubs hatte er alle 26 Punktspiele bestritten und sieben Tore erzielt. Als DDR-Meister hatte sich der FCK für den Europacup 1967/68 qualifiziert. So bekam Schuster die Möglichkeit im Europapokal der Landesmeister auf internationaler Ebene zu spielen. Da seine Mannschaft jedoch schon in der 1. Pokalrunde am belgischen Meister RSC Anderlecht scheiterte (1:3, 1:2) und Schuster nur im Rückspiel eingesetzt wurde, verblieb es bei diesem einen internationalen Auftritt auf Clubebene. Immerhin schoss Schuster in seinem einzigen Europapokalspiel das Führungstor der Karl-Marx-Städter.
Im DDR-Pokal-Wettbewerb kam Schuster 1969 mit dem FCK in das Endspiel, musste dort aber, als zentraler Mittelfeldspieler eingesetzt, eine bittere 0:4-Niederlage gegen den 1. FC Magdeburg hinnehmen. Eine weitere Enttäuschung erlebte er in der darauffolgenden Saison, als er mit seiner Mannschaft im Sommer 1970 aus der Oberliga absteigen musste. So verbrachte der Triebwerkmechaniker eine weitere Spielzeit in der Zweitklassigkeit, in der aber der sofortige Wiederaufstieg gelang. 1973/74 spielte Schuster seine letzte Erstligasaison. In elf Oberligaspielzeiten hatte er es auf 261 Punktspiele und 33 Tore gebracht. Anschließend half er noch für einige Zeit bei der 2. Mannschaft des FCK in der Bezirks- und DDR-Liga aus.

### Auswahleinsätze
Seine guten Leistungen im Karl-Marx-Städter Fußballclub wurden in den Jahren 1964 und 1965 von den Auswahltrainern des DFV belohnt. In der DDR-Nachwuchsnationalmannschaft wurde er dreimal eingesetzt. In seinem letzten U-23-Länderspiel erzielte er einen der ostdeutschen Treffer beim 3:0-Sieg gegen Ungarn in Halle.

## Trainerlaufbahn
Auch nach seiner aktiven Laufbahn blieb Schuster dem FC Karl-Marx-Stadt und später dessen Nachfolger Chemnitzer FC treu. So trainierte er zum Beispiel von 1994 bis 2004 die A-Junioren des Klubs.

## Trivia
Eberhard Schuster ist der Vater des mehrfachen DFV- und DFB-Fußballnationalspielers Dirk Schuster (* 1967). Mit seiner Frau Jutta hatte er neben Dirk die Tochter Sylke.